# Park Narodowy Caldera de Taburiente
Park Narodowy Caldera de Taburiente (hiszp. Parque nacional de la Caldera de Taburiente) – park narodowy w Hiszpanii, utworzony w 1954 roku na wyspie La Palma w archipelagu Wysp Kanaryjskich. Zajmuje on powierzchnię 47 km².

## Przyroda nieożywiona
Park obejmuje kalderę wygasłego wulkanu o średnicy 8 km i wysokości względnej 1655 m i głębokości 1800 m. Jej bezwzględna wysokość wynosi 2426 m n.p.m. W wyniku procesów erozyjnych powstał surowy krajobraz z licznymi ostańcami skalnymi. Z wnętrza krateru wypływa rzeka płynąca wąwozem Barranco de las Angustias.

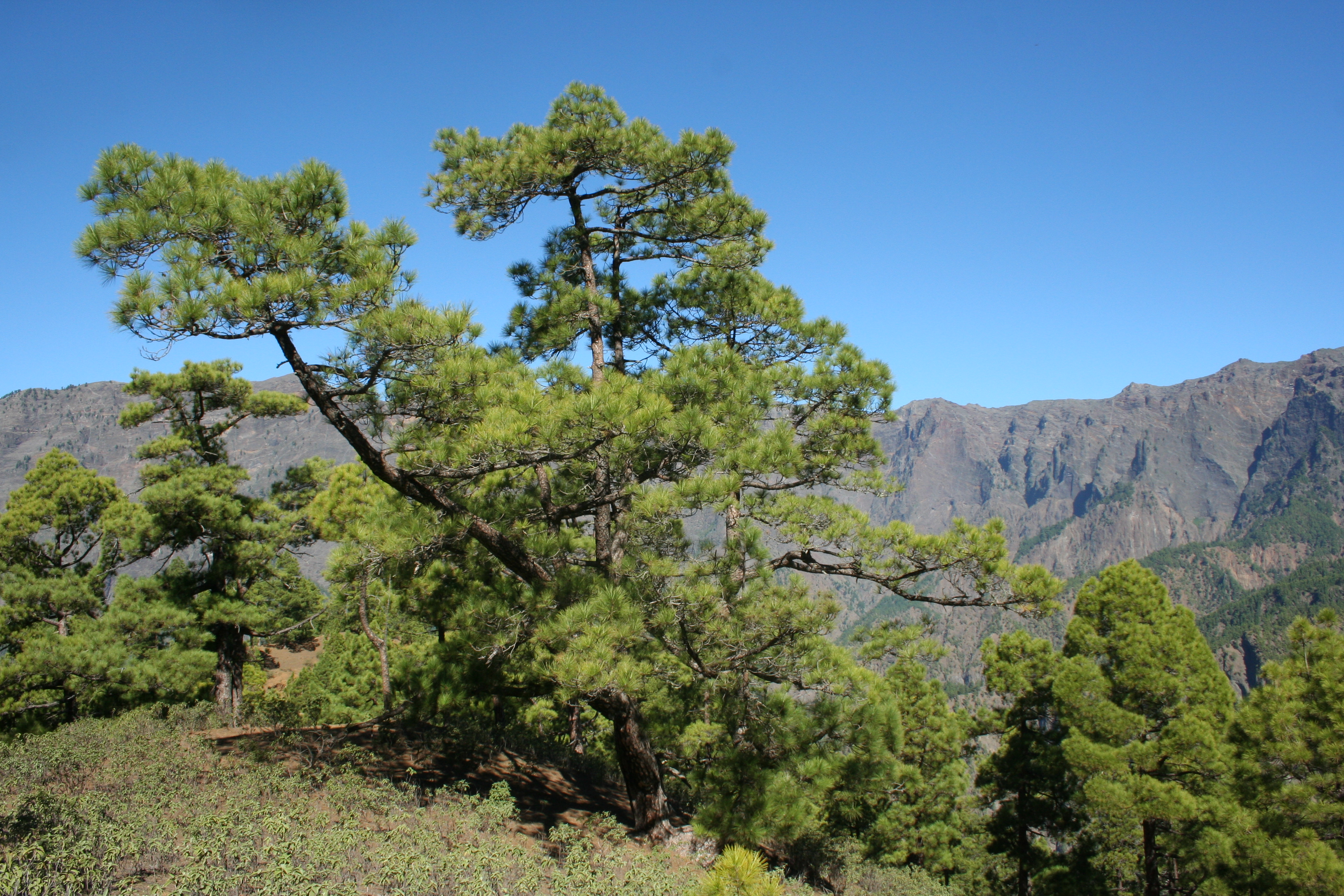
Sosna kanaryjska w Caldera de Taburiente

## Flora

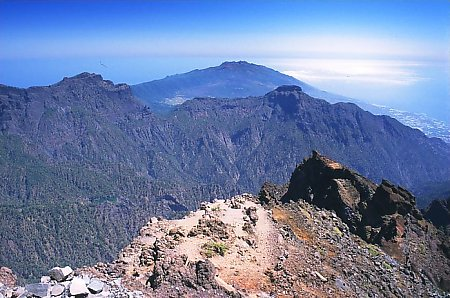
Widok z krawędzi krateru w kierunku jego wnętrza

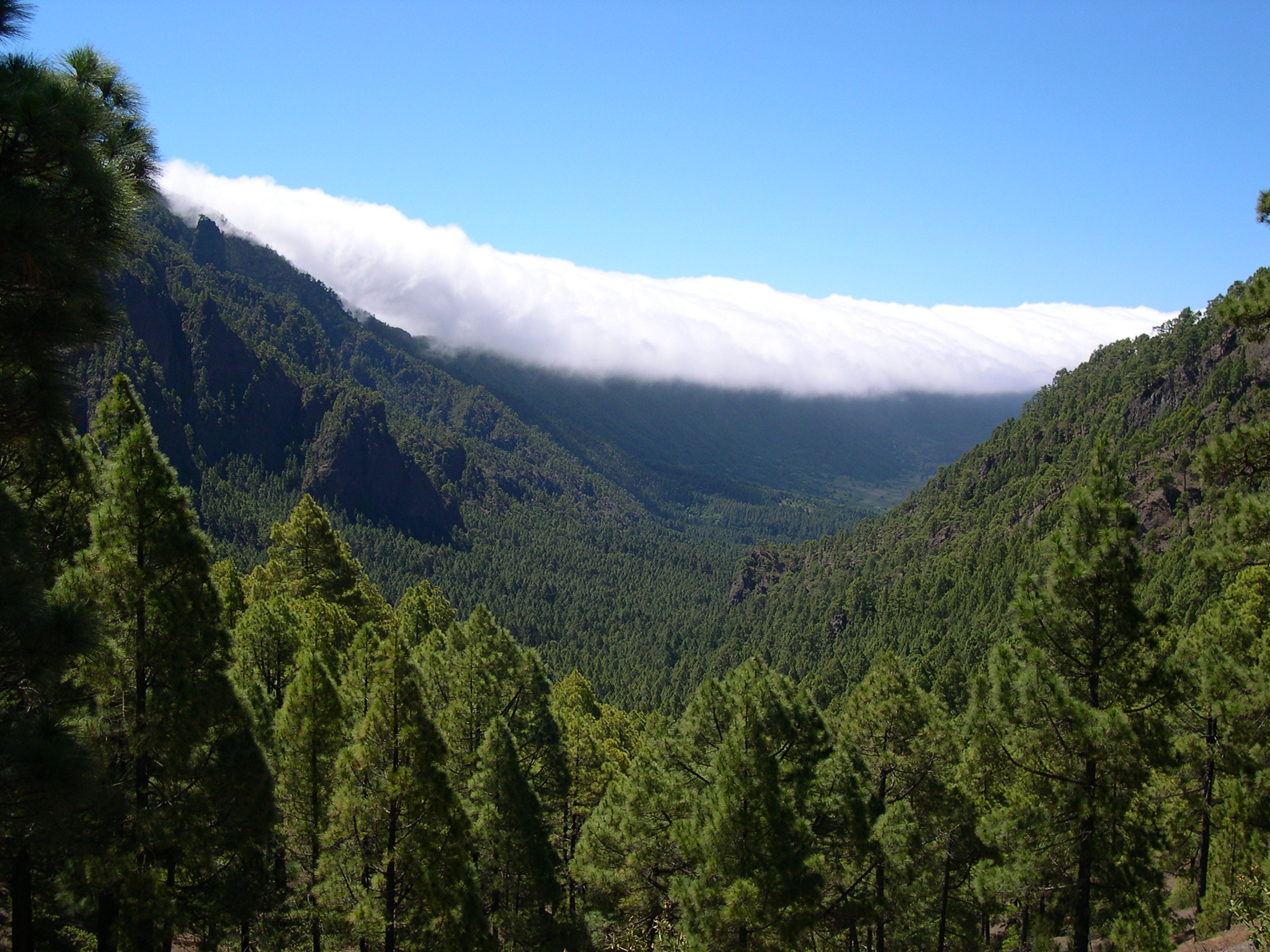
Dolina w parku, widziana z zewnętrznych stoków krateru

Flora parku jest bardzo bogata dzięki sprzyjającemu klimatowi i żyznym wulkanicznym glebom. Wnętrze krateru porastają lasy sosny kanaryjskiej, w podszycie których występują liczne rośliny motylkowe.  Oprócz tego rosną tu również paprocie i drzewa laurowe.

## Fauna
Fauna parku jest dość uboga. Spośród ssaków najliczniejsze są introdukowane króliki. Licznie występują gady: scynki i gekony. Spośród ptaków występują wrony, kruki, pustułki, gołębie skalne, modraszki i kosy.

## Działalność człowieka w parku
Na terenie parku, w pobliżu najwyższego wzniesienia Roqe de los Muchachos, na wysokości 2400 m n.p.m. znajduje się obserwatorium astronomiczne.